# مواسير سيكويرا دي كيروز
مواسير سيكويرا دي كيروز (بالبرتغالية: Moacyr Siqueira de Queiroz) الشهير باسم روسينيو (بالبرتغالية: Russinho) (18 ديسمبر 1902 في البرازيل - 18 أبريل 1992)  لاعب كرة قدم برازيلي راحل كان يجيد اللعب في مركز الوسط .
لعب روسينيو في أندية أنداراهي، فاسكو دا غاما ، و بوتافوغو وحقق بطولة كاريوكا 3 مرات مع نادي فاسكو دا غاما في 1924 ، 1929 ، و 1934 وحققها مرة واحدة مع نادي بوتافوغو سنة 1935.
شارك مع منتخب البرازيل في بطولة كأس العالم لكرة القدم 1930 التي أقيمت في الأوروغواي وخرج من الدور الأول.

## روابط خارجية
- مواسير سيكويرا دي كيروز على موقع الاتحاد الدولي (مؤرشف)  (الإنجليزية)
- مواسير سيكويرا دي كيروز على موقع Soccerway.com (الإنجليزية)
- مواسير سيكويرا دي كيروز على موقع عالم كرة القدم.نت (الإنجليزية)